# 皮翁比诺代塞
皮翁比诺代塞（義大利語：Piombino Dese）是意大利威尼托大区帕多瓦省的一个市镇。总面积29.53平方公里，人口9366人，人口密度317.2人/平方公里（2009年）。国家统计（ISTAT）代码为028064。